# 守田勘彌 (12代目)
十二代目 守田 勘彌（じゅうにだいめ もりた かんや、1846年11月9日（弘化3年9月21日） - 1897年（明治30年）8月21日）は歌舞伎役者、狂言作者。守田座の座元。本名は守田 壽作（もりた じゅさく）。屋号は喜の字屋。俳名は是好。狂言作者として古河 新水（こが しんすい）の名を持つ。
歌舞伎役者で、後に守田座の帳元となった中村翫左衛門の次男で、初名は中村次三郎。1863年に18歳で守田家の養子となり守田勘次郎と改名。1864年に十二代目守田勘弥を襲名して守田座の座元となる。1872年9月に守田座を猿若町から新富町へ移転させ、新劇場を開場。1875年1月にこの新・守田座を新富座と改称。九代目市川團十郎・五代目尾上菊五郎・初代市川左團次等を招聘して歌舞伎の黄金時代を創出し、その頂点に君臨した。1887年4月26日、井上馨邸で明治天皇の御前で初の天覧歌舞伎を催したときは、團十郎、末松謙澄らとともに事実上のプロデューサーとして活躍した。
歌舞伎座が開場した際には中村座・市村座・千歳座と連携していわゆる「四座同盟」を結成、歌舞伎座に役者がでられないように仕向けて立ち往生させるなどの手腕を発揮。後には内紛で揉めにもめたその歌舞伎座に招聘され座頭としてこれを乗りこなすなど、芝居興行に天才的手腕を発揮した。その一方で歌舞伎の近代化にもつとめ、西南戦争のルポルタージュ劇、西洋演劇の翻訳劇、そして改良演劇の上演にも力を入れるなど活躍した。
1897年、胃癌のため死去。
軍医松本順と親交が深かった。実子に七代目坂東三津五郎、十三代目守田勘彌、三代目板東玉三郎（五女）、四女みきの子に十四代目守田勘彌（後に十三代目守田勘彌の養子）がいる。

## 伝記
- 大槻如電『第十二世守田勘弥』守田好作 1906
- 木村錦花『守田勘彌』新大衆社、1943